# 特倫特河畔伯頓
特倫特河畔伯頓（英語：Burton-upon-Trent）是位於英國英格蘭斯塔福德郡東部的一座城鎮，據2001年人口普查，特倫特河畔伯頓有人口43,784人。特倫特河畔伯頓是一座以釀酒業而聞名的城市。